# Enteropatyczne zapalenie stawów
Enteropatyczne zapalenie stawów – choroba z kręgu spodyloartropatii zapalnych o nieznanym mechanizmie, występująca u 11% chorych na wrzodziejące zapalenie jelita grubego i 21% chorych na chorobę Leśniowskiego-Crohna. Enteropatyczne zapalenie stawów jest najczęstszą pozajelitową manifestacją tych chorób. Prawdopodobne mechanizmy mające znaczenie dla rozwoju choroby to: zwiększona przepuszczalność jelit i czynniki immunogenetyczne.
Objawy stawowe mogą być pierwszą manifestacją chorób zapalnych jelit, szczególnie u dzieci. Zmiany, w przypadku postaci spondyloartropatycznej, mogą wyprzedzać nawet na wiele lat objawy jelitowe. Wyróżnia się dwie postacie zmian stawowych w chorobach zapalnych jelit:
- postać z asymetrycznym zajęciem kilku stawów obwodowych
- postać spodyloartropatyczna z zapaleniem stawów kręgosłupa i stawów krzyżowo-biodrowych

## Postacie

### Postać z asymetrycznym zajęciem stawów obwodowych
Ta postać jest dzielona na 3 podtypy:
- Typ I – postać z zajęciem poniżej 5 stawów obwodowych
- Typ II – postać z zajęciem powyżej 5 stawów obwodowych
- Typ III – postać, w której objawom zapalenia stawów obwodowych towarzyszą objawy zapalenia krążka międzykręgowego

Ta postać jest częstsza u chorych na chorobę Leśniowskiego-Crohna. Charakterystyczną lokalizacją jest zajęcie stawów kończyny dolnej.

### Postać z zajęciem stawów kręgosłupa i stawów krzyżowo-biodrowych
Ta postać przebiega najczęściej pod postacią przewlekłych bólów krzyża, nawet jeśli nie można stwierdzić radiologicznych wskaźników stanu zapalnego stawów krzyżowo-biodrowych (łac. sacroilitis). Postać ta przebiega niejednokrotnie bardzo podobnie do zesztywniającego zapalenia stawów kręgosłupa i zwłaszcza u mężczyzn powinna być z nim różnicowana.

## Leczenie
W leczeniu stosowane są następujące leki:
- niesteroidowe leki przeciwzapalne
- glikokortykosteroidy
- azatiopryna
- infliksymab
- etanercept